# 快乐大本营
《快乐大本营》是由中国湖南卫视推出的一档综艺节目，于1997年7月11日首播。节目初期以明星及普通观众参与的互动游戏环节为主，其后创造了中国大陆第一个主持群组合“快乐家族”，转型为室内明星访谈游戏节目，并成为华语娱乐圈重要宣传平台。
2017年，《快乐大本营》第811期节目以48,692,200观众人数，创下“收看人数最多的综艺节目单集（现场观众参与录制）”的吉尼斯世界纪录。
2021年10月2日起，《快乐大本营》暂停播映，湖南卫视回应称《快乐大本营》将“升级改版、更新换代”。2022年，同时段接档节目《你好，星期六》播出，《快乐大本营》实质上已被停播。

## 海外输出
- 湖南国际频道会在次周六晚19:30面向全球观众重播；马来西亚观众可以通过Astro全佳HD收看次日（当周日）晚上20:00的回放。上述的情况直到播映完最后一期后而随之告终。
- 2017年1月28日到30日，韩国中华TV购买《快乐大本营》6期，连续3天上午11点和晚上11点播出，每天两集连播，作为面向韩国观众的春节大餐[5]。
- 此外，印度Zee TV于2008年引进中国综艺《快乐大本营》的模式版权，打造印度版的《Ekse Badke EK》栏目[6]。
- 本季节目的台湾境内播映权由中天电视购得，中天综合台于2019年11月2日起每週六22:00播出，但播出往期精选栏目。

## 节目变迁

### 片头
- 1997年开播之际使用紫蓝色片头，片头当中暗藏湖南卫视台标（当时“快乐大本营”节目英文名称为“Happy Corner”）。
- 2002年改版为浅黄色五色圆片头，五色圆各分别写着“快乐大本营”五个字。
- 2003年改版为橙黄色片头，并改为红色艺术字的“快乐大本营”五个字。
- 2004年11月，配合节目“何李”竞争概念，改版为橙黄色舞台片头，画面内容是两台电脑何炅和李维嘉碰对碰。
- 2005年7月，节目片头改为星星旋转出的"happy"字样。主持人PK赛后，更换为多个何炅带伞跳舞的片头，背景音乐使用《啦啦歌》。
- 2007年因“快乐家族”的诞生，片头更换为何炅遇见其他快乐家族成员的小短剧，同时“快乐大本营”节目英文名称改为“Happy Camp”。
- 2009年，片头更换为“快乐家族”大头形象比赛进入城堡的卡通短片。
- 2011年，片头更换为主题歌《快乐你懂的》MV副歌部分。2012年5月，在此版基础上增加彩色泡泡特效，并更换了节目LOGO。
- 2015年7月，因快乐大本营18周年庆，片头更换为“快乐家族”启动太空机甲，并使用《钢铁侠》的BGM。
- 2017年7月8日，为迎接快乐大本营20周年庆典，更换了节目LOGO和“快乐家族”在快乐城堡中活动的片头，背景音乐改为TFBOYS演唱的《同一秒快乐》。2018年8月11日，片头略微修改，最后何炅镜头过后的画面修改为海洋城堡镜头，LOGO底部和配色同时略微修改。2019年1月5日，片头再度修改，最后何炅镜头过后的画面修改为冰雪夜晚城市镜头，LOGO底部和配色同时略微修改。2019年3月23日，片头再度修改，最后何炅镜头过后的画面修改为鲜树花开和水晶载人气球镜头，LOGO底部和配色同时略微修改。
- 2019年7月13日，因应快乐大本营22周年，再次改版启用新片头和LOGO，为杜海涛太空篇、吴昕荷叶篇、李维嘉海洋篇、谢娜红色天空篇、何炅七彩山崖篇组合起来的全新片头，并修调整LOGO位置和质感。

### 主持
- 1997年开播首期由李湘和李兵主持，第二期开始由李湘和海波主持。
- 1998年3月13日起，由李湘搭档何炅主持。
- 1999年李維嘉作为外景主持人加入，后成为正式主持。
- 2004年10月30日，李湘录制完最后一期节目后离开“大本营”[7]，11月6日起，节目取消女主持，由何炅、李维嘉主持[8]。
- 2005年3月，节目改版，由何炅、李维嘉主持，谢娜担任首席嘉宾[9]，后成为常设主持。
- 2005年7月，节目举行主持人PK赛，经过一个月的投票，最终何炅以721104票战胜了646665票的李維嘉、491626票的谢娜[10]，成为“首席快乐主持”，得以继续留在大本营的舞台上。谢娜、李维嘉则暂别舞台。[11]
- 2005年9月至2006年1月，节目舉辦主持人选秀大赛《閃亮新主播》，2006年3月起，何炅、李维嘉、谢娜以及《闪亮新主播》冠军杜海涛、亞軍吳昕组成主持群「快乐家族」。
- 2013年7月謝娜去美國遊學，7月27日一期起由其餘四人主持，直至9月14日一期謝娜回歸。
- 2015年1月杜海涛因錄製湖南卫视節目《奇妙的朋友》而缺席150110及150117期的節目錄製。
- 2015年5月杜海涛因錄製湖南卫视节目《真正男子汉》而缺席150502期的節目录制。
- 2015年11月謝娜赴美国休息一个月而缺席151128期的節目录制。
- 2017年7月谢娜因韧带受伤，加之怀有身孕，故缺席2017年暑期开始的节目录制。快乐家族在此后节目的末尾告示“娜姐快回来”。
- 2018年4月23日，谢娜产后回归新一期《快乐大本营》录制，节目于同年5月5日播出[12]。
- 2019年7月底起，仝卓成为常驻嘉宾主持，2020年5月底因“高考往届生改应届生”争议而中止，5月28日及其后两期已录制节目出镜镜头均被删除。
- 2020年7月11日，开始特别企划你站稳了！朋友”，选拔新的常驻嘉宾主持。2020年10月3日起，节目胜出者黄明昊成为新任常驻嘉宾主持，2021年1月9日结束。
- 2021年2月20日起，谢娜因再次怀孕缺席此后的节目录制。
- 2021年4月24日起，张雨绮、丁程鑫成为新任常驻嘉宾，与“快乐家族”四人组成为期三月的“快乐限定团”。
- 2021年8月22日，谢娜产后回归新一期《快乐大本营》录制，該期於同年9月11日播出。

### 主題曲
1997年启播时，由张伯序创作的《快乐是世界上最亮的星》（又名《快乐如风》）作为主题曲。2000年前后，改以《啦啦歌》作为开场曲。

### 口播
每次快樂家族及嘉賓出場都會有表演，早期以啦啦歌問好，並喊出口號：「快樂大本營，天天好心情！」；後則是以開場舞出場，並由何炅起頭：「歡迎大家在星期六的晚上來到（贊助商名稱）快樂大本營，我們是…」然後快樂家族一起說：「快樂家族！」嘉賓則會以開場舞或歌曲等方式出場。
每一次結尾由何炅起頭：「以上就是我們今天（贊助商名稱）快樂大本營的全部內容！」然後是李維嘉：「節目最後讓我們一起感謝（贊助商）對我們節目的大力支持！」接著是谢娜:「如果你快樂的話要看快樂大本營,不快樂的話更要看快樂大本營！」（而在2017年暑假谢娜（因懷孕）不在的一段时间，该台词改由杜海涛说，并在后面加了一句「娜姐我们想你！」）之後就是杜海涛和吴昕先後說:「希望大家多多关注我们快乐大本营的官方微博和微信！」和「祝大家天天開心，下期見！」（2017年暑期起最后一句台词改只有吴昕说，并在前面加了一句「娜姐快回来！」，一直至2018年5月5日开始恢复常态）。

### 環節
節目初创时以娱乐休闲为主导，设有“精彩二选一”、“快乐传真”、“心有灵犀”、“火线冲击”等游戏环节，特别注重参与性，既有场内嘉宾和观众的现场参与，又有场外电视观众的热线参与。1998年起陆续推出了“快乐小精灵”、“快乐行动”、“IQ无限”等环节。2002年改为录播后，设置“快乐播报”、“凡人俱乐部”、“快乐主打星”及主持人参演的偶像短剧“O’STAR剧场”。
2004年12月，随着李湘离开节目组，节目大大削弱游戏内容，以原人气环节“何李竞争”为基础，加入主持人何炅和李维嘉的竞争比拼板块：“何不放过李”、“何李吧”和“何李侦探社”。2005年3月，节目改版，重新定位为晚会式现场类节目，环节改动为“优质女孩评选”、“礼仪大讲堂”、“IQ也疯狂”，后又改为以观众比拼形式为主的“快乐心相通”游戏环节。2005年7月，节目举行主持人PK赛，在一个月内由观众短信投票决定快乐主持群的去留。2005年9月，节目举办主持人选拔大赛《闪亮新主播》，2006年1月，决出冠军及“最佳人气奖”杜海涛，亚军吴昕，季军张鹏。2006年3月起，组建“快乐家族”主持群后，成為主题性综艺节目，主要邀请偶像明星来游戏、访谈、互动游戏等。亦成為不少經理人公司增加曝光率，捧紅新人的其中一種渠道。
推出單元：神马都给力、女神季、春風微笑季、男神季、户外特别季等
經典遊戲：心有靈犀、快乐传真、火線衝擊、誰是卧底、爱的抱抱等
- 2012年4月21日 推出「啊(ā)(ㄚ)啊(á)(ㄚˊ)啊(ǎ)(ㄚˇ)啊(à)(ㄚˋ)—科學實驗站」單元、黑衣人（此環節導演）：小方、小黑、亞鵬、小朱
- 2012年9月29日 推出「誰是卧底」遊戲
- 2013年7月27日 推出「女神季」單元（至2013年9月7日）
- 2013年8月3日 推出「天才笨笨碰—我們拼了」遊戲
- 2013年11月30日 推出「靜電版火線衝擊」遊戲
- 2014年3月1日 推出「害你在心口難開」遊戲
- 2014年4月12日 推出「誰來接旨」及「就是不一樣」遊戲
- 2014年4月26日 推出「春風微笑季」單元
- 2014年5月10日 推出「大家請抱拳」遊戲
- 2014年6月28日 推出「男神季」單元（至2014年8月30日）
- 2014年8月9日 推出「請相信我」遊戲
- 2015年5月2日 推出「我想静静」遊戲
- 2015年8月15日 推出「啊啊啊啊—池到了！」單元（至2015年11月7日）
- 2017年5月5日 起為宣傳節目代言的「歡樂狼人」遊戲 APP 而進行同名遊戲
- 2017年5月20日 推出20周年特別企劃「不好意思讓一讓」單元（至2017年7月1日）
- 2017年12月16日 联合吉尼斯世界纪录推出「不是你以为的世界」单元（至2018年3月3日）
- 2018年3月31日 推出「下一站是我」單元，同时又是2018年“芒果新生班”新主持人签约选拔活动（至2018年6月30日）
- 2018年7月7日 推出「不要说，唱」單元
- 2018年10月27日 推出「我脑厉害了」單元
- 2019年1月5日 推出「啊啊啊啊—这一题我会！」單元
- 2019年4月6日 推出「這一波好溜」單元
- 2020年1月4日 推出「给你实锤」單元

## 节目列表
| 期数 | 播出日期 | 主題 | 嘉宾 | 电视剧/电影/综艺节目 | 环节 |
| ---- | -------- | ---- | ---- | -------------------- | ---- |

| 期数 | 播出日期 | 主題 | 嘉宾 | 电视剧/电影/综艺节目 | 环节 |
| ---- | -------- | ---- | ---- | -------------------- | ---- |

| 期数 | 播出日期 | 主題 | 嘉宾 | 电视剧/电影/综艺节目 | 环节 |
| ---- | -------- | ---- | ---- | -------------------- | ---- |

| 期数 | 播出日期 | 主題 | 嘉宾 | 电视剧/电影/综艺节目 | 环节 |
| ---- | -------- | ---- | ---- | -------------------- | ---- |

| 期数 | 播出日期 | 主題 | 嘉宾 | 电视剧/电影/综艺节目 | 环节 |
| ---- | -------- | ---- | ---- | -------------------- | ---- |

| 期数 | 播出日期 | 主題 | 嘉宾 | 电视剧/电影/综艺节目 | 环节 |
| ---- | -------- | ---- | ---- | -------------------- | ---- |

| 期数 | 播出日期 | 主題 | 嘉宾 | 电视剧/电影/综艺节目 | 环节 |
| ---- | -------- | ---- | ---- | -------------------- | ---- |

| 期数 | 播出日期 | 主題 | 嘉宾 | 电视剧/电影/综艺节目 | 环节 |
| ---- | -------- | ---- | ---- | -------------------- | ---- |

| 期数 | 播出日期 | 主題 | 嘉宾 | 电视剧/电影/综艺节目 | 环节 |
| ---- | -------- | ---- | ---- | -------------------- | ---- |

| 期数 | 播出日期 | 主題 | 嘉宾 | 电视剧/电影/综艺节目 | 环节 |
| ---- | -------- | ---- | ---- | -------------------- | ---- |

| 期数 | 播出日期 | 主題 | 嘉宾 | 电视剧/电影/综艺节目 | 环节 |
| ---- | -------- | ---- | ---- | -------------------- | ---- |

| 期数 | 播出日期 | 主題 | 嘉宾 | 电视剧/电影/综艺节目 | 环节 |
| ---- | -------- | ---- | ---- | -------------------- | ---- |

| 期数 | 播出日期 | 主題 | 嘉宾 | 电视剧/电影/综艺节目 | 环节 |
| ---- | -------- | ---- | ---- | -------------------- | ---- |

| 期数 | 播出日期      | 主題             | 嘉宾 | 电视剧/电影/综艺节目                                                              | 环节                 |
| ---- | ------------- | ---------------- | --- | --------------------------------------------------------------------------------- | -------------------- |
| 1    | 2021年1月2日  | 潮流一家人       | 陈伟霆、刘雨昕、欧阳娜娜、魏大勋、丁程鑫、杨迪                                                                                    | 潮流合伙人2                                                                       |                      |
| 2    | 2021年1月9日  |                  | 袁弘、周一围、章子怡、彭昱畅 |                                                                                   | 滑滑的世界           |
| 3    | 2021年1月16日 | 嗨唱牛起来       | 黄龄、张信哲、希林娜依·高、GAI、霍尊、武艺                                                                                        |                                                                                   | 滑滑的世界           |
| 4    | 2021年1月23日 | 寻找小说家       | 杨幂、董子健、郭京飞、雷佳音、于和伟、刘天佐                                                                                      | 刺杀小说家                                                                        | 滑滑的世界           |
| 5    | 2021年1月30日 |                  | 陈坤、周迅、周深、 |                                                                                   | 滑滑的世界           |
| 6    | 2021年2月6日  |                  | 贾玲、张小斐、陈赫、包文婧、许君聪                                                                                                | 《你好，李焕英》                                                                  | 滑滑的世界           |
| 7    | 2021年2月13日 | 经典在线         | 经超、乔杉、常远、马伯骞、张碧晨、王鸥                                                                                            |                                                                                   |                      |
| 8    | 2021年2月20日 | 长腿哥哥         | 李沁、王大陆、于小彤、谢彬彬、林一                                                                                                | 《狼殿下》                                                                        | 滑滑的世界           |
| 9    | 2021年2月27日 |                  | 刘恺威、袁姗姗、陈立农、汪苏泷、沈凌                                                                                              |                                                                                   |                      |
| 10   | 2021年3月3日  | 听见你的声音     | 韩雪、张含韵、于朦胧、李泽锋、刘维                                                                                                | 《追光吧！哥哥》                                                                  |                      |
| 11   | 2021年3月13日 | 亲爱的少年啊     | 钟汉良、杨迪、时代少年团、蔡国庆                                                                                                  |                                                                                   |                      |
| 12   | 2021年3月20日 | 像我这样优秀的人 | 迪丽热巴、吴磊、刘宇宁、周深、易大千、方逸伦、金靖                                                                                | 《长歌行》                                                                        |                      |
| 13   | 2021年3月27日 | 姐姐真漂亮       | 秦岚、王鹤棣、张柏芝、金靖、官鸿、陈小纭、容祖儿                                                                                  | 《乘风破浪的姐姐》                                                                |                      |
| 14   | 2021年4月3日  | 剩者为王         | 印小天、张哲瀚、龚俊、孙怡、毛不易、胡夏                                                                                          |                                                                                   |                      |
| 15   | 2021年4月10日 | 爱的罗曼史       | 唐晓天、谭松韵、钟汉良、赖冠霖、李兰迪、景甜、张彬彬                                                                              | 《司藤》 《别想打扰我学习》 《锦心似玉》                                          |                      |
| 16   | 2021年4月17日 |                  | 王源、周笔畅、金莎、明道、李菲儿、胡静                                                                                            | 《乘风破浪的姐姐》《谁是宝藏歌手》                                                |                      |
| 17   | 2021年4月24日 |                  | 龚俊、杨迪、欧阳娜娜、武艺、孟佳/张雨绮、丁程鑫                                                                                   |                                                                                   | 谁是卧底             |
| 18   | 2021年5月1日  |                  | 王鸥、经超、毛晓彤、李一桐/张雨绮、丁程鑫                                                                                         |                                                                                   |                      |
| 19   | 2021年5月8日  |                  | 张信哲、白敬亭、吴倩、李治廷/张雨绮、丁程鑫                                                                                       | 《八零九零》                                                                      |                      |
| 20   | 2021年5月15日 |                  | 古力娜扎、黃旭熙、董思成、沈月、熊梓淇、郑元畅/张雨绮、丁程鑫                                                                     | 《我亲爱的小洁癖》 《燃烧吧！废柴！》                                             | 音乐版的《谁是卧底》 |
| 21   | 2021年5月29日 | 今天我放假（1）  | 高伟光、宋茜、林一、马伯骞、利路修/张雨绮、宋亚轩、刘耀文                                                                         | 《良辰美景好时光》                                                                |                      |
| 22   | 2021年6月5日  | 今天我放假（2）  | 魏大勋、鞠婧祎、张碧晨、INTO1（劉宇、贊多、力丸、米卡、高卿尘、林墨、伯遠、張嘉元 、尹浩宇、周柯宇、劉彰）/张雨绮、宋亚轩、刘耀文 |                                                                                   |                      |
| 23   | 2021年6月12日 | 今天我放假（3）  | 李沁、黄景瑜、董又霖、张哲瀚/张雨绮、严浩翔、贺峻霖                                                                               | 《爱上特种兵》                                                                    |                      |
| 24   | 2021年6月19日 | 今天我放假（4）  | 张彬彬、毛不易、许凯、甘望星/张雨绮、严浩翔、贺峻霖                                                                               | 《千古玦尘》                                                                      |                      |
| 25   | 2021年6月26日 |                  | 丁禹兮、宋祖儿、曾舜晞、王子异、马嘉祺 (歌手)/张雨绮                                                                              | 《不会恋爱的我们》 《说英雄谁是英雄》 《心动的信号（第四季）》 《十年一品温如言》 |                      |
| 26   | 2021年7月3日  |                  | 陈立农、欧阳娜娜、孟子义、郭俊辰、梁靖康、张凌赫/张雨绮、丁程鑫                                                                   | 《百灵潭》 《机智的上半场》 《我和我的时光少年》 《五十公里桃花坞》               |                      |
| 27   | 2021年7月10日 | 家人的选择       | 檀健次、宋雨绮、胡先煦、邓恩熙、胡夏、杨迪/张雨绮、丁程鑫                                                                         | 《猎罪图鉴》 《二哥来了怎么办》                                                   |                      |
| 28   | 2021年7月17日 |                  | 吴磊、王彦霖、蔡卓妍、侯明昊、熊梓淇/张雨绮、丁程鑫                                                                               | 《燃烧吧！废柴！》 《启航：当风起时》                                             |                      |
| 29   | 2021年7月24日 |                  | 彭昱畅、郑恺、梁靖康、張宥浩、尹正、许恩怡/丁程鑫                                                                                 | 《燃野少年的天空》                                                                |                      |
| 30   | 2021年7月31日 |                  | 潘粤明、毛不易、白鹿、白举纲、霍尊、姜超/张雨绮、丁程鑫                                                                           | 《云南虫谷》                                                                      |                      |
| 31   | 2021年8月7日  |                  | 迪丽热巴、杨洋、胡可、翟子路、蔡国庆/丁程鑫                                                                                       | 《你是我的荣耀》                                                                  |                      |
| 32   | 2021年8月14日 | 七夕特辑         | 朗朗、汪东城、包贝尔、包文婧、吉娜·爱丽丝/丁程鑫、古力娜扎                                                                        |                                                                                   |                      |
| 33   | 2021年8月21日 |                  | TF家族、袁娅维、郭采洁、張杰、武艺/古力娜扎、丁程鑫                                                                               |                                                                                   |                      |
| 34   | 2021年8月28日 |                  | 成毅、张予曦、周雨彤、宋轶/古力娜扎、丁程鑫                                                                                       | 《与君歌》                                                                        |                      |
| 35   | 2021年9月4日  |                  | 许魏洲、萧敬腾、乔欣、王锵/古力娜扎、丁程鑫                                                                                       | 《恋恋剧中人》                                                                    |                      |
| 36   | 2021年9月11日 |                  | 赵丽颖、杨迪、于洋/古力娜扎、丁程鑫                                                                                               |                                                                                   | 课件游戏超好玩       |

## 特色编排

### 领跑跨年之夜
2017年12月30日周六之夜的《快乐大本营》是继开播有史以来首次加量最长的特别庆典。其为迎接1718跨年演唱会起铺垫，加上因应前面周六之夜十点档季播节目《亲爱的客栈》收官，以及为对打当日对手浙江卫视同时段现场直播的《领跑2018演唱会》节目，湖南卫视而起的打通3.5小时的特别编排对策。
不过在编排方面上，节目从20:20开始起的内容依然为常态环节。于当晚22:06常态内容结束时，不播放片尾字幕（只播放“为你点赞”的版权页），之后马上开始22:06时段的《快乐大本营》（片头压缩精简化），为精编特辑，内容整合《快乐大本营》20周年庆典以来的精彩节目精选和明星阵容（间接插入当晚快乐家族主持人的场白镜头），其精选的明星亦是与1718跨年演唱会的阵容明星有关，即为12月31日的跨年演唱会热身。于23:50正式结束后，随即进入《跨年倒计时特辑》。
随后的2018年12月30日，由于配合节假日特殊编排，使得原29日周六档节目带再度顺延至30日，依然安排《快乐大本营》跨年特别节目以对打浙江卫视《领跑2019演唱会》和迎接1819《湖南卫视跨年演唱会》的到来。

### 番外
芒果TV于2016年、2017年的第三季度（6月至8月间），每周四提供《快乐大本营》的伴随节目《大本营的秘密花园》，上线当周六所邀请的明星嘉宾专场特辑，由大本营黑衣人小方（卢亮）主持访谈以及与明星的游戏互动。每季度上线12期。一直至2018年起不再制作。随后于2019年10月19日起每周六晚上，芒果TV开启伴随节目《快本超时营业中》，以“会员定制版”形式上线播出电视节目未播片段和花絮。
2020年受新型冠状病毒疫情事件影响，原春节计划播出的《快乐大本营》和《我家那闺女》第二季均暂缓一段时间，期间每周五晚上22:30安排播出由刘伟工作室秘密打造的疫情时期特备节目《嘿！你在干嘛呢？》小综艺栏目，以介绍快乐家族成员及其家人的日常家常事。

## 獎項與提名
| 获奖时间 | 活动                                                     | 奖项名                             |
| -------- | -------------------------------------------------------- | ---------------------------------- |
| 1998年   | 第十六届中国电视金鹰奖                                   | （第37期）综艺性文艺节目奖         |
| 2005年   | 《新周刊》2004中国电视节目榜                             | 15年来最有价值的中国电视节目第三位 |
| 2007年   | 腾讯网2007星光大典                                       | 年度最受欢迎综艺节目               |
| 2008年   | 第十三届亚洲电视大奖                                     | 最佳综艺节目                       |
| 2010年   | 首届中国大学生电视节                                     | 最受大学生瞩目的娱乐节目           |
| 2011年   | 第二届全国优秀电视文化（文艺）栏目暨大型特别节目推荐表彰 | 文艺、娱乐、竞技类优秀栏目         |
| 2014年   | 《新周刊》2013中国电视榜                                 | 中国电视榜15周年荣誉大奖           |

### 艺人杰出
為2009年全國收視率最高的娛樂節目。2013年上映由“快乐家族”领衔主演的电影《快乐到家》票房顺利突破1.5亿，并挤进当周国际票房排名前10。
2014年9月，在上海杜莎夫人蠟像館的安排下，何炅的蠟像在0927期節目中揭幕。何炅是全球第一位親身動手參與蠟像制作的藝人，大本營亦成為全球第一家受邀進入蠟像制作工坊採訪拍攝的媒體，一同前往的吳昕也難得製作了手部蠟像，珍藏紀念。10月1日起，蠟像於上海杜莎夫人蠟像館展出。
2015年9月，受南韓釜山政府邀請，吳昕和杜海涛代表快乐家族到了釜山與郑容和和李钟硕拍攝節目，內容於0912期播出。而作為釜山政府邀請的首批藝人，他們的手印將刻印在釜山電影大道上。

## 争议
- 伊能靜參與錄製，於2014年9月20日播出的《快樂大本營》在網路遭禁且未重播，有指係因2013年初伊能靜聲援《南方周末》事件後的封殺期仍未結束所致。湖南衛視官方微博22日轉發「瀟湘臥龍」的微博表示：「《快樂大本營》一直在正常錄製，正常播出，今天就會錄趙薇、佟大為、陳可辛等嘉賓的一場，明天會錄楊威一家和李小鵬一家等嘉賓。至於重播，這是頻道的編排考慮，我們以後在特殊點會安排。」[33]
- 受廣電總局封殺BL網劇《上癮》影響，2位男主角黃景瑜、許魏洲參與錄製，原定2016年4月16日播出的《快樂大本營》遭到禁播，當晚改播舊單元。[34]
- 2020年12月下旬，该节目多名主持被指收受藝人後援會的禮物，當中不乏奢侈品，旋即引起網民關注。何炅隨後發文道歉，稱自己已多次反映粉絲不要送禮物，錄節目時也未有與各家粉絲接觸，但是藝人和團隊有時來問好送禮時也沒好意思拒絕。12月23日，湖南衛視通過官方微博發出聲明稱，堅決反對主持人、演員、嘉賓收受粉絲禮物等不正當行為，对網民反映的情況展开全面調查，如查實有不當收受禮物行為的，湖南衛視將依紀依規進行嚴肅處理[35]。

## 註解
1. ↑  每周四晚19:30会员抢先看，每周六凌晨0:00普通用户免费观看。解密爱豆，快乐爆料。

## 外部連結
- 互联网电影数据库（IMDb）上《快乐大本营》的资料（英文）
- 《快乐大本营》官方網頁（页面存档备份，存于）
- 快乐大本营新浪博客（页面存档备份，存于）
- 快乐大本营腾讯博客（页面存档备份，存于）
- 快乐大本营 Official的Facebook專頁
- 快乐大本营的新浪微博